# کوسیخا (سرزمین آلتای)
کوسیخا (به لاتین: Kosikha) یک روستا در روسیه است.